# Dmitri Lihaciov
Dmitri Sergheievici Lihaciov (în rusă Дми́трий Серге́евич Лихачёв, sau pe scurt Dmitri Lihaciov, sau chiar Lihaciov, n. 28 noiembrie [15 noiembrie, stil vechi] 1906, la Sankt Petersburg, Imperiul Rus – d. 30 septembrie 1999, la Sankt Petersburg, Federația Rusă) a fost un savant sovietic și rus, expert în limba și literatura rusă veche, academician sovietic (din 1970).

## Opere
- 1942 - Defense of Old Russian Towns
- 1945 - National Self-Consciousness of Ancient Rus
- 1947 - Russian Chronicles and Their Cultural Significance
- 1950 - The Tale of Bygone Years (2 volumes)
- 1952 - Genesis of the Tale of Igor's Campaign
- 1955 - The Lay of Igor's Campaign
- 1958 - Human Dimension of the Old Russian Literature
- 1962 - Russian Culture at the Times of Andrei Rublev and Epiphanius the Wise
- 1962 - Textology
- 1967 - Poetics of Old Russian Literature
- 1971 - Artistic Heritage of Ancient Rus in Our Time
- 1973 - Development of Old Russian Literature: the Epochs and Styles
- 1975 - Great Heritage: Classic Works of Old Russian Literature
- 1976 - Laughing World of Ancient Rus
- 1978 - The Tale of Igor's Campaign and Culture of That Time
- 1981 - Russian Notes
- 1981 - Literature - Reality - Literature
- 1982 - The Poetry of Gardens
- 1985 - Letters about the Kind and Beautiful
- 1987 - Selected Works, in Three Volumes
- 1989 - From the Note-Books of Various Years
- 1992 - Russian Art from the Antiquity to Avantgarde
- 1995 - Reminiscences
- 1996 - Essays on the Philosophy of Artistic Creativity
- 1997 - Articles on Intelligentsia
- 1999 - Meditations about Russia
- 2000 - Essays on Russian Culture

## Medalii
- 1952, Premiul Stalin
- 1986, Erou al Muncii Socialiste
- 1993, Medalia de Aur Lomonosov a Academiei Ruse de Științe
- 1998, Ordinul Sfântul Andrei, „pentru contribuția sa remarcabilă la dezvoltarea culturii naționale.”

## Aprecieri
O mică planetă, descoperită în 1969 de astronoma sovietică Liudmila Cernîh, îi poartă numele: 2877 Lihaciov.